# Volo Kenya Airways 431
Il volo Kenya Airways 431 era un volo passeggeri internazionale con partenza da Abidjan, scalo a Lagos, e destinazione a Nairobi. Il 30 gennaio 2000, un Airbus A310-300 in rotta su tale tratta cadde in mare al largo della costa della Costa d'Avorio, poco dopo il decollo dall'aeroporto internazionale Félix-Houphouët-Boigny, Abidjan. A bordo c'erano 179 persone, di cui 169 passeggeri. Solo dieci persone sopravvissero in quello che fu il primo incidente con vittime per Kenya Airways, e l'incidente con più vittime che coinvolse un Airbus A310.

## L'aereo
L'aereo coinvolto nell'incidente era un Airbus A310-304, con registrazione 5Y-BEN e nominato Harambee Star, che entrò in servizio per Kenya Airways nel settembre del 1986. Al momento dell'incidente aveva accumulato 58.115 ore di volo. Era alimentato da due motori GE CF6-80C2A2. I loro numeri di serie erano rispettivamente 690.120 e 690.141; prima dell'incidente, avevano accumulato rispettivamente 43.635 e 41.754 ore di volo.

## L'incidente
Il volo ebbe inizio a Nairobi come "volo KQ430" con destinazione, dopo una sosta a Lagos, l'aeroporto di Abidjan; a bordo c'erano molti nigeriani che avevano viaggiato fino a Dubai per acquisti duty-free. Quel giorno, dopo essere stato in attesa sopra Lagos, il volo continuò direttamente verso Abidjan, Costa d'Avorio, a causa delle cattive condizioni meteorologiche nella città nigeriana. Più specificamente, i venti dell'Harmattan, che soffiavano verso sud dal Sahara, resero i cieli insolitamente nuvolosi, e tutti i voli in arrivo a quell'aeroporto furono dirottati.
Dopo tre ore di sosta all'aeroporto di Abijdan, l'aereo ripartì per Lagos alle 21:08 GMT. Tuttavia, pochi secondi dopo il decollo, nel momento in cui il primo ufficiale richiese il ritiro del carrello di atterraggio, un avviso di stallo suonò nel cockpit. Il carrello di atterraggio rimase abbassato. In risposta, l'equipaggio iniziò una discesa controllata e il primo ufficiale disse al capitano di mettere a tacere l'avvertimento di stallo. Il sistema di allarme di prossimità al suolo (GPWS) suonò brevemente, interrotto dal radioaltimetro che inviò altri avvisi. Suonò anche l'allarme principale, indicando che l'aereo stava aumentando troppo la velocità; a quel punto il capitano urlò, "sali", ma l'aereo stava scendendo troppo in fretta per potersi riprendere. Il velivolo si schiantò nell'Oceano Atlantico, a 2 chilometri a est dell'aeroporto, al largo della costa della Costa d'Avorio. Dopo l'incidente, la compagnia aerea allestì un centro di crisi presso l'Hotel InterContinental a Nairobi.
Questo fu il primo incidente con vittime della Kenya Airways.

## Passeggeri ed equipaggio

Mappa dei posti a sedere del volo 431 che mostra le posizioni dei sopravvissuti in azzurro ("SURVIVOR").

Il volo era sotto il comando del 44enne capitano Paul Muthee, un ufficiale con esperienza che aveva accumulato 11.636 ore di volo al momento dell'incidente, 1.664 su un Airbus A310. Si era qualificato come pilota A310 il 10 agosto 1986 e aveva anche ottenuto autorizzazioni per i Boeing 737-300, i Boeing 737-200, i Fokker 50 e i Fokker 27, oltre a vari piccoli aeromobili. Il primo ufficiale era Lazaro Mutumbi Mulli, 43 anni, che aveva 7.295 ore di volo, 5.768 su un A310. Entrambi i piloti avevano effettuato quattro atterraggi e quattro decolli con quel tipo di aereo dall'aeroporto di Abidjan.
L'aeromobile fu completamente distrutto nell'impatto.
Ci furono 169 vittime, su 179 persone a bordo dell'aereo. La maggior parte dei passeggeri e dell'equipaggio erano nigeriani. Due membri dell'equipaggio a bordo lavoravano per la KLM. Le 168 persone che persero la vita di cui fu riconosciuta la nazionalità provenivano da 33 paesi; un'ultima vittima non fu mai identificata.
Operatori con motoscafi e pescatori estrassero dall'acqua almeno sette sopravvissuti: tre nigeriani, un keniota, un gambiano, un indiano e un ruandese. Un sopravvissuto, un francese, nuotò per quasi 2 chilometri fino a raggiungere la riva. Dei 12 sopravvissuti iniziali, due morirono in ospedale. Dei dieci finali, nove subirono ferite gravi mentre uno ferite lievi. Quattro di loro soffrirono ustioni di primo grado a causa del contatto con il carburante del jet nell'acqua. Nessun membro dell'equipaggio sopravvisse all'incidente.
Il centro medico dell'ospedale universitario di Treichville, ad Abidjan, identificò 103 corpi sui 146 recuperati. Furono stabilite le seguenti cause di morte: 108 per gravi lesioni politraumatiche, 22 per combinazione di annegamento e gravi lesioni traumatiche e 15 per annegamento. L'ospedale non fu in grado di determinare le lesioni subite da uno dei 146 corpi. Quarantatré dei deceduti ricevettero ustioni di primo grado a causa del contatto con il carburante del jet versato nell'acqua. I piloti morirono a causa di lesioni politraumatiche.

## Le indagini
Il Bureau d'Enquêtes et d'Analyses pour la Sécurité de l'Aviation Civile (BEA), l'autorità investigativa sugli incidenti francese, contribuì alla ricerca dei registratori di volo, che furono analizzati dal comitato per la sicurezza dei trasporti del Canada. Il ministero dei trasporti della Repubblica della Costa d'Avorio pubblicò il rapporto originale dell'incidente in lingua francese. La BEA pubblicò la versione inglese del rapporto.
La sequenza degli eventi fu la seguente:
1. Un avviso di stallo errato iniziò a suonare immediatamente dopo il decollo, probabilmente a causa di un guasto elettrico.
2. In risposta, i piloti iniziarono una discesa.
3. L'equipaggio non applicò la massima potenza ai motori.
4. L'avviso di prossimità al suolo non fu emesso per la precedenza dell'avviso di stallo.
5. Venne emesso un avviso di velocità eccessiva, "overspeed".
6. Il Capitano ordinò di salire.
7. L'aereo cadde in mare.

Il rapporto fece notare che, essendo decollati dopo il tramonto e verso il mare, i piloti non ebbero alcun riferimento visivo; raccomandò inoltre che l'addestramento per gli equipaggi degli aerei in cui erano probabili falsi avvisi di stallo, avrebbe dovuto includere modi per riconoscere e gestire tali falsi avvisi vicino al suolo.

## Conseguenze
Kenya Airways risarcì le famiglie di 60 nigeriani deceduti; ogni famiglia ricevette 130 000 dollari americani.